# Zucchetti Kos Tennis Cup 2009
Lo Zucchetti Kos Tennis Cup 2009 è un torneo professionistico di tennis maschile giocato sulla terra rossa, che faceva parte dell'ATP Challenger Tour 2009. Si è giocato a Cordenons in Italia dal 10 al 16 agosto 2009.

## Partecipanti

### Teste di serie
| Nazionalità | Giocatore         | Ranking* | Testa di serie |
| ----------- | ----------------- | -------- | -------------- |
| Brasile     | Marcos Daniel     | 58       | 1              |
| Belgio      | Christophe Rochus | 61       | 2              |
| Austria     | Daniel Köllerer   | 78       | 3              |
| Romania     | Victor Crivoi     | 79       | 4              |
| Belgio      | Olivier Rochus    | 83       | 5              |
| Spagna      | Óscar Hernández   | 87       | 6              |
| Spagna      | Alberto Martín    | 96       | 7              |
| Australia   | Peter Luczak      | 102      | 8              |
| Argentina   | Brian Dabul       | 104      | 9              |

- Ranking al 3 agosto 2009.

### Altri partecipanti
Giocatori che hanno ricevuto una wild card:
- Daniele Bracciali
- Gastón Gaudio
- Jeremy Jahn

Giocatori passati dalle qualificazioni:
- Pablo Martín-Adalia
- Benoît Paire
- Matteo Trevisan
- Adrian Ungur
- Daniel Yoo (Lucky Loser)

## Campioni

### Singolare
Peter Luczak ha battuto in finale  Olivier Rochus con il punteggio di 6–3, 3–6, 6–1

### Doppio
James Cerretani /  Travis Rettenmaier hanno battuto in finale  Peter Luczak /  Alessandro Motti con il punteggio di 4–6, 6–3, [11–9]